# 蒔田 (四日市市)
蒔田（まきた）は、三重県四日市市の地名。現行行政地名は蒔田一丁目から四丁目。郵便番号は510-8022（集配局:四日市郵便局）。

## 地理
四日市市北東部に位置し、東は川越町大字豊田、西は西富田三丁目・川北一丁目、南は西富田二丁目、北は松寺一丁目から三丁目に接する。

## 世帯数と人口
2025年（令和7年）4月1日現在の世帯数と人口は以下の通りである。
| 町丁       | 世帯数  | 人口    |
| ---------- | ------- | ------- |
| 蒔田一丁目 | 66世帯  | 130人   |
| 蒔田二丁目 | 402世帯 | 855人   |
| 蒔田三丁目 | 352世帯 | 703人   |
| 蒔田四丁目 | 132世帯 | 355人   |
| 計         | 952世帯 | 2,043人 |

## 学区
市立小・中学校に通う場合、学区は以下の通りとなる。
| 番・番地等 | 小学校                     | 中学校               |
| ---------- | -------------------------- | -------------------- |
| 全域       | 四日市市立大矢知興譲小学校 | 四日市市立朝明中学校 |

当町は富洲原小学校及び富洲原中学校の地区外特別編入通学共同学区である。昭和戦後期は西富田・蒔田地区の児童は三岐鉄道の旧三岐朝明駅（三岐朝明信号場）より大矢知駅までの1区間を利用して登下校していた時期があった。

## 歴史
朝明郡蒔田村を前身とする。「蒔田」は「まいた」とも発音した。江戸時代に桑名藩領の伊勢国朝明郡の6か村（東富田村・西富田村・富田一色村・天ヶ須賀村・松原村・蒔田村）を総称した富田六郷の一部である。
御厨神明神社が蒔田2丁目にある。蒔田地内の長明寺は中世期の蒔田氏の拠点の蒔田城跡とされる。蒔田1丁目の東海道沿いに聖武天皇に少女が笠を差し出したことに由来する笠取池（鏡ヶ池）の跡がある。
1560年（永禄3年）の『保内商人申状案』に見える地名であり、村高は341石。浄土真宗本願寺派朝明山長明寺が蒔田2丁目にあり、その北に隣接して蒔田観音寺と神明神社がある。観音寺は竜王山宝性寺の名称がある。1889年（明治22年）の戸数は64軒、人口311人。江戸末期から地内にそうめん（大矢知素麺）を製造する農家が多い。菜種・油菜の栽培も多くて、採油業も行われた。繊維産業・食品加工業・孵卵産業が昭和時代に発展した。四日市市大矢知地区に蒔田第一自治会集会所があり、公共施設として使用されている。大矢知町から1.4 kmの距離にある集会所である。

### 沿革

#### 蒔田町
- 1889年（明治22年）4月1日 - 町村制施行に伴い、朝明郡大矢知村大字蒔田となる[9]。
- 1954年（昭和29年） - 四日市市へ編入し、同市蒔田町となる[9]。
- 1973年（昭和48年） - 全域が蒔田一丁目から四丁目・川北一丁目となり廃止される[9]。

#### 蒔田
- 1973年（昭和48年） - 蒔田町・西富田町・川北町の各一部より、蒔田一丁目から四丁目が成立[9]。

## 施設
- 学校法人暁学園 暁小学校
- 長明寺
- 宝性寺
- 神明神社

## 交通
- 三重県道26号四日市多度線
- 三重県道66号四日市朝日線